# Johann Caspar Ferdinand Fischer
Johann Caspar Ferdinand Fischer /ˈjoːhan ˈkaspar ˈfɛrdinant ˈfiʃɐ/ (Schönfeld?, 6 settembre 1656 – Rastatt, 27 agosto 1746) è stato un compositore, clavicembalista e organista tedesco.

## Biografia

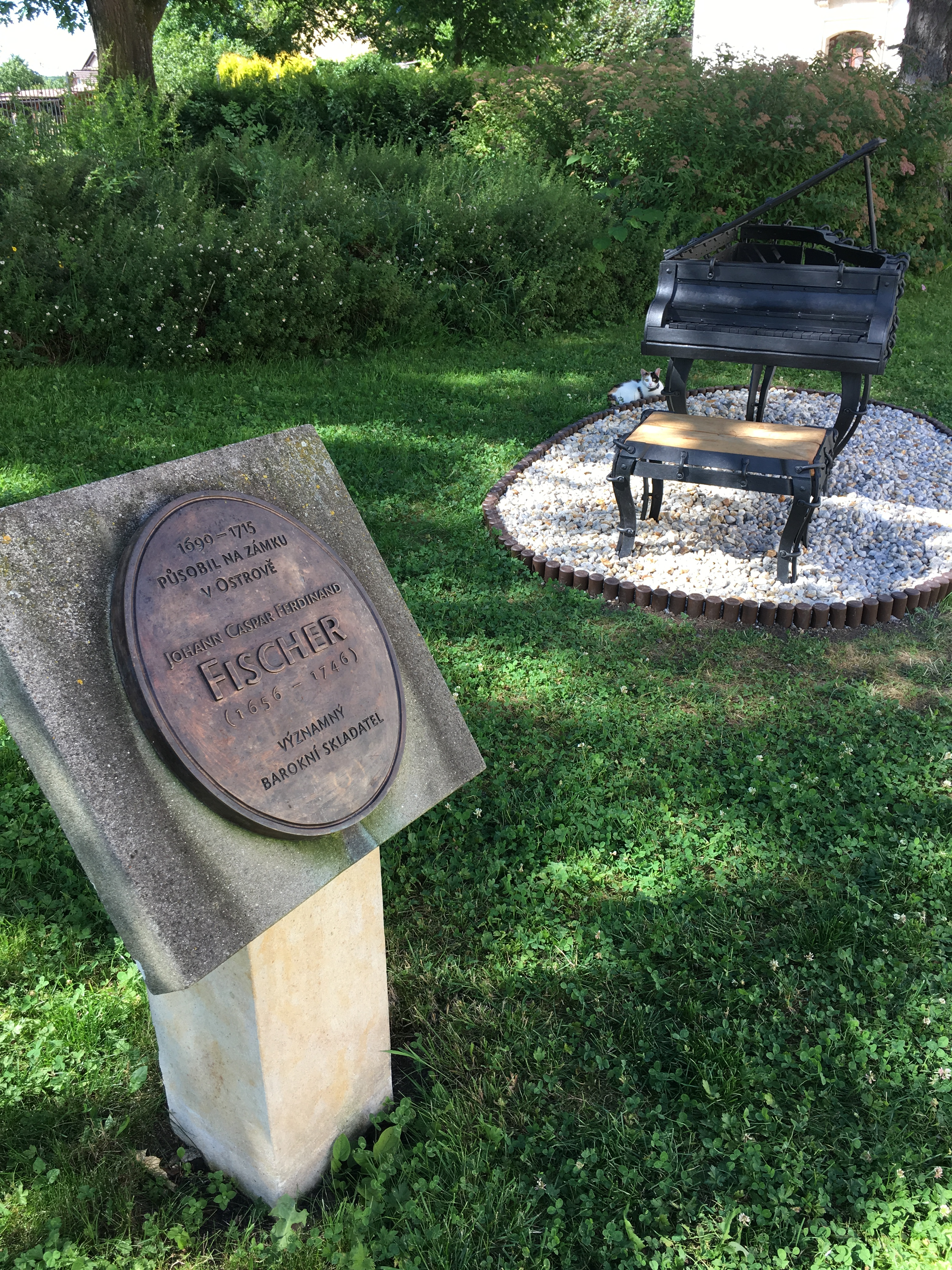
Targa commemorativa di Fischer a Ostrov.

Le sue origini sono rimaste a lungo oscure. Figlio di un sarto, Fischer nacque in Boemia, probabilmente a Schönfeld (oggi Krásno), ma fu battezzato (18 giugno 1662) e trascorse la giovinezza a Schlackenwerth (oggi Ostrov) e fu avviato agli studi musicali mentre era studente presso il collegio dei piaristi. Si è supposto che possa aver studiato a Parigi con Jean-Baptiste Lully. Questa ipotesi deriva dall'evidente affinità della sua orchestrazione con quella di Lully, ma non ci sono prove di un suo effettivo soggiorno a Parigi; tuttavia, la musica di Fischer mostra vari elementi tipicamente francesi. Le prime opere pervenuteci risalgono al 1682 e nel 1690 è maestro di cappella della corte di Sassonia-Lauenburg.
In seguito ai disordini causati dalla Guerra della Grande Alleanza entra al servizio del margravio Luigi Guglielmo di Baden-Baden, imparentato con i regnanti di Sassonia-Lauenburg, venuto a rifugiarsi in questa regione. Al termine del conflitto con il Trattato di Rijswijk nel 1697, questi fa costruire a Rastatt una residenza principesca, il castello di Rastatt, ispirato a Versailles, dove Fischer raggiunge la corte verso il 1715.
Nel 1695 fu pubblicata presso Kroninger ad Augusta la prima opera di Fischer, Le journal du printemps, dedicato al margravio per il quale lavorava. L'eccellente lavoro di orchestrazione riflette lo splendore della vita a corte. Dal 1715 abbiamo prove dell'attività di un maestro di cappella di corte presso il margravio di Rastatt: questo maestro di cappella era Fischer. Occupò quel posto per più di trent'anni, fino alla morte nel 1746, sopravvivendo a tre regnanti e lasciò un segno profondo nella vita musicale del luogo.
Fischer introdusse molte caratteristiche francesi nella musica tedesca dell'epoca e per questo, malgrado le scarse informazioni biografiche note, è considerato uno dei più influenti compositori tedeschi per tastiera del XVII e del XVIII secolo.

## Opere
Secondo Ernst Ludwig Gerber, nel suo Historisch-biographisches Lexikon der Tonkünstler, Fischer "era considerato uno dei migliori clavicembalisti del suo tempo ed era rinomato per diffondere e far conoscere l'arte dell'ornamentazione in Germania, oltre a un perfetto stile interpretativo su questo strumento".
Le sue composizioni, segnate dalla scienza del contrappunto e dalla conoscenza della tradizione francese, sono di grande qualità e Carl Philipp Emanuel Bach, figlio di Johann Sebastian, scriveva a Johann Nikolaus Forkel nel 1775 che suo padre "ha apprezzato e studiato le opere del maestro di cappella di Baden Fischer".
La sua raccolta Ariadne Musica, una serie di preludi e fughe per organo in 20 tonalità, è cronologicamente il primo ciclo di pezzi che esplora sistematicamente i toni maggiori e minori evitando soltanto quelli che suonerebbero stonati sul temperamento mesotonico in uso all'epoca. Questo tentativo ispira prima Johann Mattheson poi Johann Sebastian Bach per le sue due raccolte del Clavicembalo ben temperato, per le quali il compositore riesce però a scrivere due cicli completi grazie a un temperamento inequabile "ben temperato" (e non equabile come si è a lungo erroneamente pensato in tempi moderni). Questo temperamento è stato recentemente portato all'attenzione da Bradly Lehman.
Fischer nel musica per clavicembalo ha aggiornato il modello standard di Johann Jakob Froberger (allemanda - corrente - sarabanda - giga) ed è stato uno dei primi ad applicare lo stile della suite orchestrale al clavicembalo, sostituendo l'ouverture iniziale con un preludio non misurato.

### Musica strumentale
- Le journal du printemps, 8 suite a 5 parti, 2 trombe ad libitum, op. 1 (Augusta, 1695); contenuto in Denkmäler deutscher Tonkunst, vol. X (1902).

Otto suite orchestrali per archi (la prima e l'ultima con l'opzionale aggiunta di due trombe). Ogni suite inizia con una ouverture e termina con una ciaccona o una passacaglia. Il Journal du printemps, il Florilegium di Georg Muffat e la Concors Discordia di Benedikt Anton Aufschnaiter (tutti pubblicati nello stesso anno) furono le prime raccolte di musica orchestrale pubblicate in Germania.
- Les pièces de clavessin, 8 suite per clavicembalo, op. 2 (Schlackenwerth, 1696/1698, come Musicalisches Blumen-Büschlein).

Queste suite esplorano vari stili e generi: ad esempio, la quinta è costituita da un'aria con nove variazioni, mentre nell'ottava troviamo solo un preludio e una ciaccona. Fischer ha in seguito ampliato la raccolta ripubblicandola nel 1698 con il titolo Musicalisches Blumen-Büchlein.
- Ariadne musica neo-organoedum, 20 preludi e fughe per organo, op. 4 (Schlackenwerth, 1702).

Questa raccolta di pezzi per organo (principalmente per manuale solo, talvolta con pedale facoltativo) è divisa in due parti: nella prima parte troviamo venti preludi e fughe in 19 tonalità e uno in modo frigio in mi, la seconda parte invece contiene cinque ricercare su melodie di corale.
- Praeludia et Fugae per 8 tonos ecclesiasticos per organo (Augusta, s.d.; ristampa 1732 come Blumen Strauss … in 8 tonos ecclesiasticos eingetheilet).
- Musikalischer Parnassus, nove suite per clavicembalo (Augusta, s.d.).

Nove suite di danze per clavicembalo, ognuna con il nome di una musa. Questi pezzi rappresentano la fusione degli stili francese e tedesco, aggiornando lo stile di Forberger con l'aggiunta di vari altri pezzi, l'inserimento delle ultime danze in voga all'epoca e lo sfruttamento di nuove idee come doppi minuetti e doppi rigaudon. Di conseguenza, alcune suite sono composte anche di nove pezzi e sono alquanto lunghe. Il pezzo più lungo del Musikalischer Parnassus, e il più lungo in tutta l'opera di Fischer, è la passacaglia della suite Uranie, che secondo alcuni è una rappresentazione della vicenda di Orfeo ed Euridice. Questo pezzo è forse il più noto di Fischer ed è stato registrato da William Christie, Trevor Pinnock e vari altri clavicembalisti.

### Musica vocale sacra
- Vesperae, seu Psalmi vespertini, 4 parti, 2 violini, basso continuo, op. 3 (Augusta, 1701), pubblicato in Erbe deutscher Musik, vol. XCV (Wiesbaden, 1991).
- Lytaniae Lauretanae, 4 parti, 2 violini, 2 trombe/corni ad libitum, basso continuo, op. 5 (Augusta, 1711), pubblicato in Erbe deutscher Musik, vol. XCVI (Wiesbaden, 1996)
- 8 Messe, Praga, Archivio musicale dei crocigeri:
  - Missa Sanctae crucis (sol minore), 8 parti, strumenti;
  - Missa Sancti Dominici (re minore), SATB, strumenti, pubblicato da R. Walter (Neuhausen-Stoccarda, 1987);
  - Missa magnae expectationis (do maggiore), 4 parti, strumenti, pubblicato da R. Walter (Adliswil, 1982);
  - Missa inventionis Sanctae Crucis (re minore), SATB, strumenti, pubblicato da H. P. Eisenmann (Magdeburgo, 1996);
  - Missa Sancti Michaelis archangeli (do maggiore), SSATB, strumenti, pubblicato da H. P. Eisenmann (Magdeburgo, 1996);
  - Missa Sanctae Caeciliae (si bemolle maggiore), SSATB, strumenti;
  - Missa Sancti Spiritus (do minore), 4 parti, strumenti, pubblicato da H. P. Eisenmann (Magdeburgo, 1995);
  - Missa in contrapuncto (re minore), 4 parti, organo, pubblicato da Das Chorwerk, vol. CXXXIV (Wolfenbüttel, 1983).
- 3 Introiti, Praga, Archivio musicale dei crocigeri:
  - Rorate coeli (re minore), SATB, 2 violini, 2 viole;
  - Rorate coeli (re minore), 4 parti;
  - Rorate coeli (re minore), SATB, organo, 1685.
- 6 Offertori, Praga, Archivio musicale dei crocigeri:
  - O crux venerabilis (fa maggiore), 5 voci, 2 violini, 3 viole, organo;
  - Magnus Dominus et laudabilis (do maggiore), SATB, strumenti;
  - Crux tua Domine magnificata est (fa maggiore), 4 parti (+ solisti), 2 violini, 2 viole, violoncello, organo;
  - Coelum plaude dulce laude (sol minore), SATB, 2 organi, tiorba;
  - In dedicatione templi (do maggiore), SATB (+ solisti), strumenti, pubblicato da H. P. Eisenmann (Magdeburgo, 1996);
  - Jubilate Deo (Concertus de Sancta Cruce), SATB, strumenti, pubblicato da H.P. Eisenmann (Magdeburgo, 1996).
- O salutaris hostia (la minore), SSATB, organo, Praga, Archivio musicale dei crocigeri; pubblicato da R. Walter (Hilversum, 1973);
- O salutaris hostia, SATB, 2 violini, organo.
- Ave mundi spes, Maria, SS, 2 violini, basso continuo, Praga, Archivio musicale dei crocigeri; pubblicato da R. Walter (Altötting, 1995).

### Musica vocale profana (perduta)
- Abdarameno der gemarterte Pelagius, 1712
- Sing- und klingendes Schnee-Opffer, 1717
- Waffen-, Bücher- und Jägerlust, 1717
- Huldigungs-Fest der Zeit, 1718
- Meleagers Gelübd-mässiges Ehren-Feuer-Opffer, 1718
- Erkandte und bereuete Undanckbarkeit Philenae gegen ihren Erlöser Soteriastes (dramma scolastico), Rastatt, 1719
- Ancaeens zu seiner Ehe-verlobten Alcathose, 1721
- Vergnügte Ehe-Liebe in Hochbeglücktester Wiederkunfft, 1721
- Die lobsingende Unschuld, oder Der um den christlichen Glauben unter dem König…

Abbiamo inoltre tracce di molte opere perdute, fra cui un'opera in stile italiano e varia musica da camera, da corte e per tastiera.

## Discografia parziale
- Pezzi per clavicembalo (antologia) - William Christie (Harmonia Mundi), Gilbert Rowland (Keyboard Records)
- Musicalisches Blumen-Büschlein - Olga Martynova (2006, Caro Mitis CM 0012006)
- Musicalischer Parnassus - Mitzi Meyerson (MDG), Luc Beauséjour (Naxos)
- Intagrale delle opere per organo - Serge Schoonbroodt (Aeolus)
- Musica religiosa - Musica Florea, Marek Štryncl (Supraphon)
- Le Journal du Printemps - L'orfeo Barockorchester, Michi Gaigg (cpo)